# Manuel Rodríguez López
Manuel Oreste Rodríguez López (Paradela, Lugo, 11 de diciembre de 1934 - Lugo, 13 de febrero de 1990) fue un poeta, cronista y traductor español.

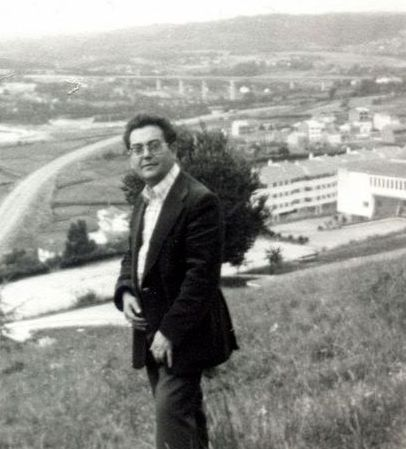
Manuel Rodríguez

## Biografía
Manuel Rodríguez López fue un emigrante gallego que residió en Barcelona desde los seis años. En 1987 retornó a Lugo. Hizo estudios de Humanidades y Filosofía en el Seminario Diocesano de Barcelona desde 1946 hasta 1952. Posteriormente estudió Contabilidad y Legislación Laboral. Trabajó como jefe administrativo del departamento de personal en una industria siderometalúrgica (OSSA). Se casó con Irene López Gómez (Páramo, provincia de Lugo), y tuvo dos hijos.
A lo largo de su vida demostró una gran preocupación por la cultura y por Galicia, tanto durante su larga emigración en tierras catalanas, donde llegó a ser cronista de todos los actos referidos a Galicia celebrados en Cataluña, ya establecido en Lugo.
Manuel Rodríguez López fue premiado en numerosos concursos literarios. Destacan los primeros premios de poesía Meigas e Trasgos de Sarria en los años 1976 y 1980, el Premio Xosé M.ª Chao Ledo en el III Certamen Literario de Villalba, en 1977, y el primer premio del Certamen Literario de Begonte en 1985.
En prosa, consiguió el primer premio Nós de Barcelona en 1980. En Sarria, merecieron el premio Meigas e Trasgos dos cuentos suyos en 1977 y en 1986. En Baracaldo ganó un premio en 1978. En 1985 y 1987 quedó finalista en la sección de Reportaje de los Premios Galicia de Periodismo.
Varios de sus poemas fueron musicados y cantados por Suso Vaamonde, Xerardo Moscoso, Alfredo González Vilela y Mary C. Otero Rolle.
El año de su fallecimiento (1990), fue nombrado a título póstumo «Hijo Predilecto del Ayuntamiento de Paradela» y «Lucense del año 1989».

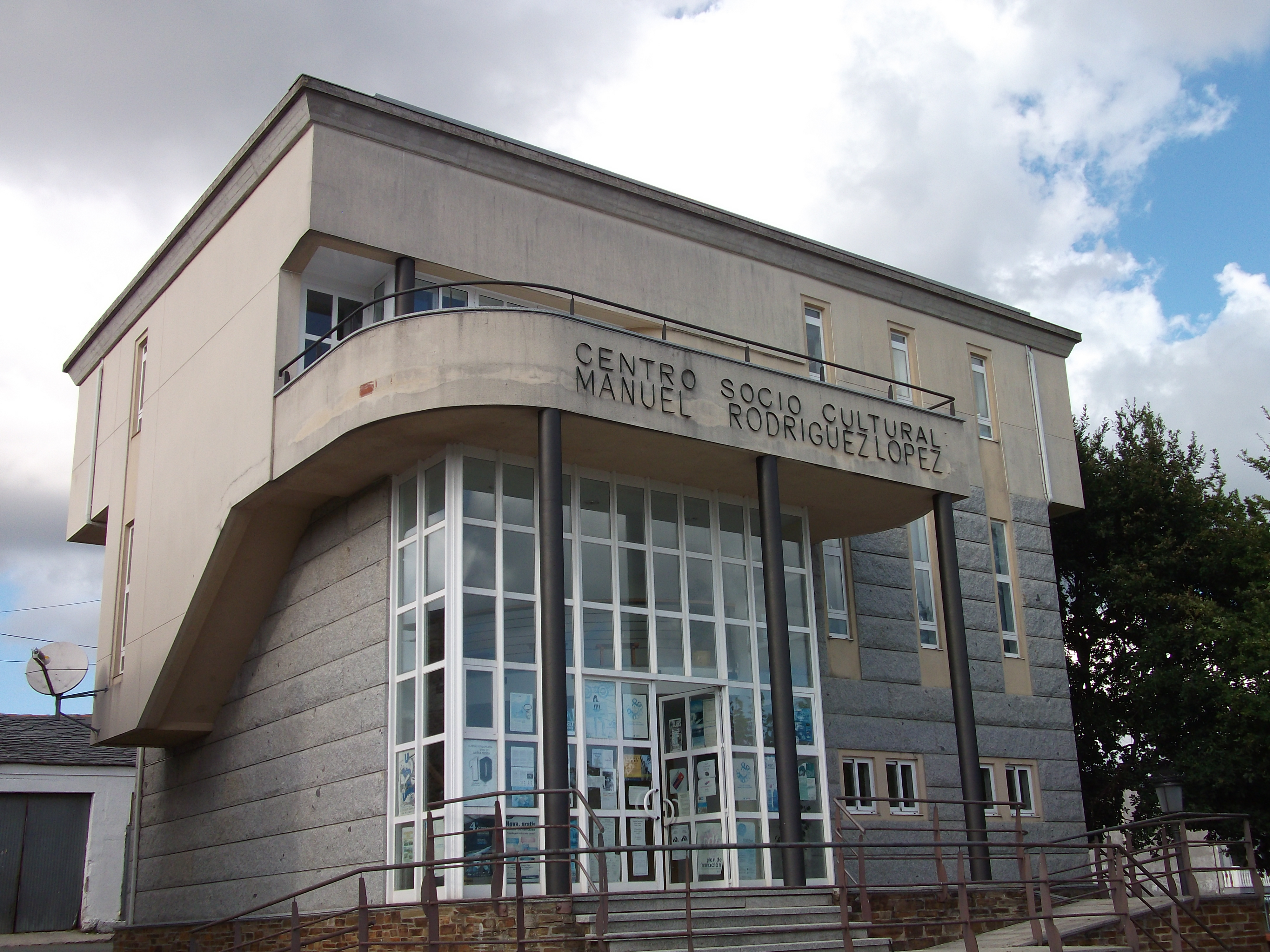
Centro Socio-Cultural Manuel Oreste Rodríguez López en Paradela

## Legado
Manuel Rodríguez López dejó un inmenso legado para la cultura Gallega y el Círculo Emigrante Gallego de Barcelona. También afectó a los emigrantes gallegos del mundo. Esto lo hizo con su obra periodístico y con sus dos libros Galegos en Catalunya I y II.
Otro legado que dejó fue el del Premio Literario en su nombre, que ayuda financieramente a autores y autoras que escriben en Gallego o en Castellano.
Manuel Rodríguez López fue un asiduo colaborador en medios de comunicación de Galicia, Cataluña y Argentina. Fue corresponsal de Faro de Vigo y de El Ideal Gallego en la Ciudad Condal, donde firmaba como Manuel Oreste. Colaboró asiduamente en El Progreso, La Voz de Galicia y Praza Maior (periódico del Ayuntamiento de Lugo). Fue Cronista Oficial del Centro Gallego de Barcelona, publicando numerosos artículos en las revistas Boletín, Treboada y Alborada de esa entidad. Colaboró en el Correo de Galicia y otros periódicos y revistas de Buenos Aires y publicó diversos artículos en las revistas gallegas Coordenadas y Dorna. Asimismo fue colaborador en Radio Nacional de España de La Coruña y Radio Popular de Lugo, centrándose sus colaboraciones en temas de historia lucense, monumentalidad y viajes.

### Centro Socio-Cultural Manuel Rodríguez López
En 1990 se inauguró la Casa de Cultura de Paradela "Manuel Rodríguez López" y, en 2001, el nuevo "Centro Socio-Cultural Manuel Rodríguez López" donde se celebra el Certamen.
El centro tiene facilidades bibliotecarias y contiene un Salón y ordenadores junto a espacio social que está disponible para la comunidad.
El Premio Literario Manuel Oreste Rodríguez López se ha celebrado allí desde 1995 organizado por el Excelentísimo Ayuntamiento de Paradela. La última y décimo-séptima edición se celebró en 2012.

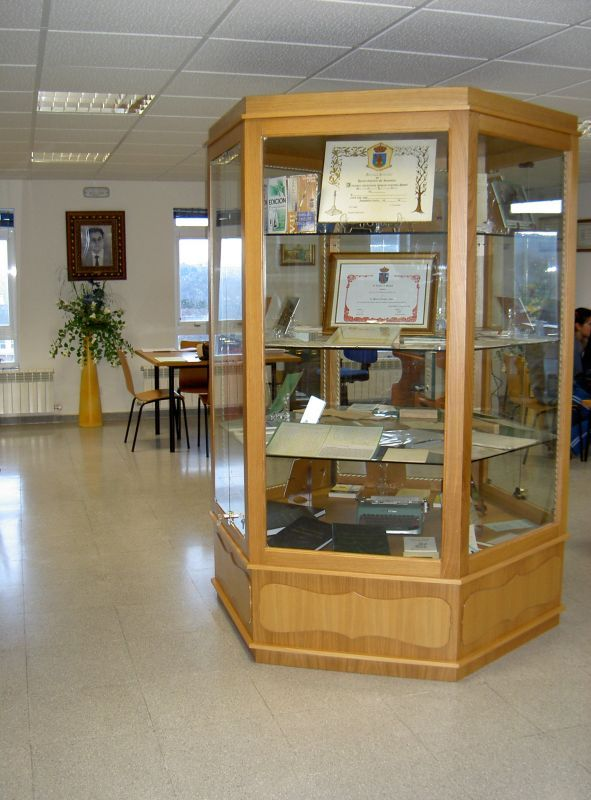
Biblioteca en el Centro Socio-Cultural Manuel Rodríguez López

## Obras

### Poesía
- Poemas populares galegos (1968)
- Saudade no bulleiro (1970)
- Soldada mínima (1979)
- Onte e hoxe vivencial (1995)
- A Atlántida (1995), traducción al gallego del poema épico catalán de Jacint Verdaguer.
- Manuel Rodríguez López. Poesía completa (2009)
- Manuel Rodríguez López. Antoloxía Poética (2014)

### Prosa
- Reencontro coa aldea (1983)
- Galegos en Catalunya 1978-1982 (1983)
- Galegos en Catalunya-2 (1985)
- Viaxes con Ánxel Fole (1988)
- Festa da Virxe das Dores de Paradela 1989 (1989)
- Volta a España a pé (1990), traducción al gallego del libro de Manolo Silva

### Libros publicados en laBiblioteca Virtual de GaliciaDixital
- Lugueses (2020)
- Semblanzas de galegos ilustres (2020)
- Vacacions en Galicia: Vivir Galicia (2020)
- Vivimos unha longa traxedia (peza teatral) (2020)

### Colaboraciones en libros colectivos
- Homaxe ó Che (1970)
- A Nosa Terra (de "Libro de Oro", en el centenario de Ramón Cabanillas) (1976)
- Homenaxe multinacional a Castelao (1976)
- Galicia no ano 1979 (1979)
- José Mª Acuña (1983)
- Os escritores lucenses arredor de Fole (1986)
- Voces poéticas (1987)
- Paradela y su concello (1990)
- Aliad-Ultreia. Poesía. Pintura (1993)